# Regain Records
Regain Records es una compañía discográfica sueca. La compañía está oficialmente dedicada a bandas de géneros extremos, como el black metal y el death metal. Regain Records, fue formada inicialmente con el nombre de Wrong Again Records, por Per Gyllenbäck en el año 1997. Esta discográfica tenía entre sus artistas a grupos como In Flames, Arch Enemy, Naglfar, entre otros. Los primeros álbumes de Regain Records son High on blood (Deranged) y Amorous anathema (Embraced). En sus principios, en el año 1997, la discográfica tuvo poca repercusión, no prosperando hasta años más tarde con la edición de los dos primeros álbumes de In Flames.

## Bandas actualmente con Regain
- Astaroth
- Bewitched
- Black Flame
- Blackwinds
- Centinex
- Cryptopsy
- Dark Funeral
- Death SS
- Defleshed
- Deranged
- Devils Whorehouse
- Die Zombiejäger
- Dimension Zero
- Dismember
- Endstille
- Enthroned
- Entombed
- Fall Ov Serafim
- Gorgoroth
- Grave
- Hermano
- Karmakanic
- Merauder
- Mephistofeles
- Murder Island
- Mustasch
- Nifelheim
- Nightmare
- Ophiolatry
- Overkill
- Pro-Pain
- Reptilian
- The curse of Sahara
- Sahg
- Sargatanas Reign
- Satariel
- Setherial
- Serpent Cobra
- Space Odyssey
- Tenebre
- The Bronx Casket Co
- The Colombos
- Thyrfing
- Time Has Come
- Time Requiem
- Tony Naima & the Bitters
- Torchbearer
- Totalt Jävla Mörker
- Trelldom
- Trendkill
- Unanimated
- Vader